# 乔尔拉诺
乔尔拉诺（義大利語：Ciorlano），是意大利卡塞塔省的一个市镇。总面积27平方公里，人口449人，人口密度16.6人/平方公里（2009年）。ISTAT代码为061030。